# Hangzhong Lu
Hangzhong Lu (chiń. 航中路站) – stacja metra w Szanghaju, na linii 10. Zlokalizowana jest za stacją Ziteng Lu. Została otwarta 10 kwietnia 2010.